# ジーン・アーマー・ポリー

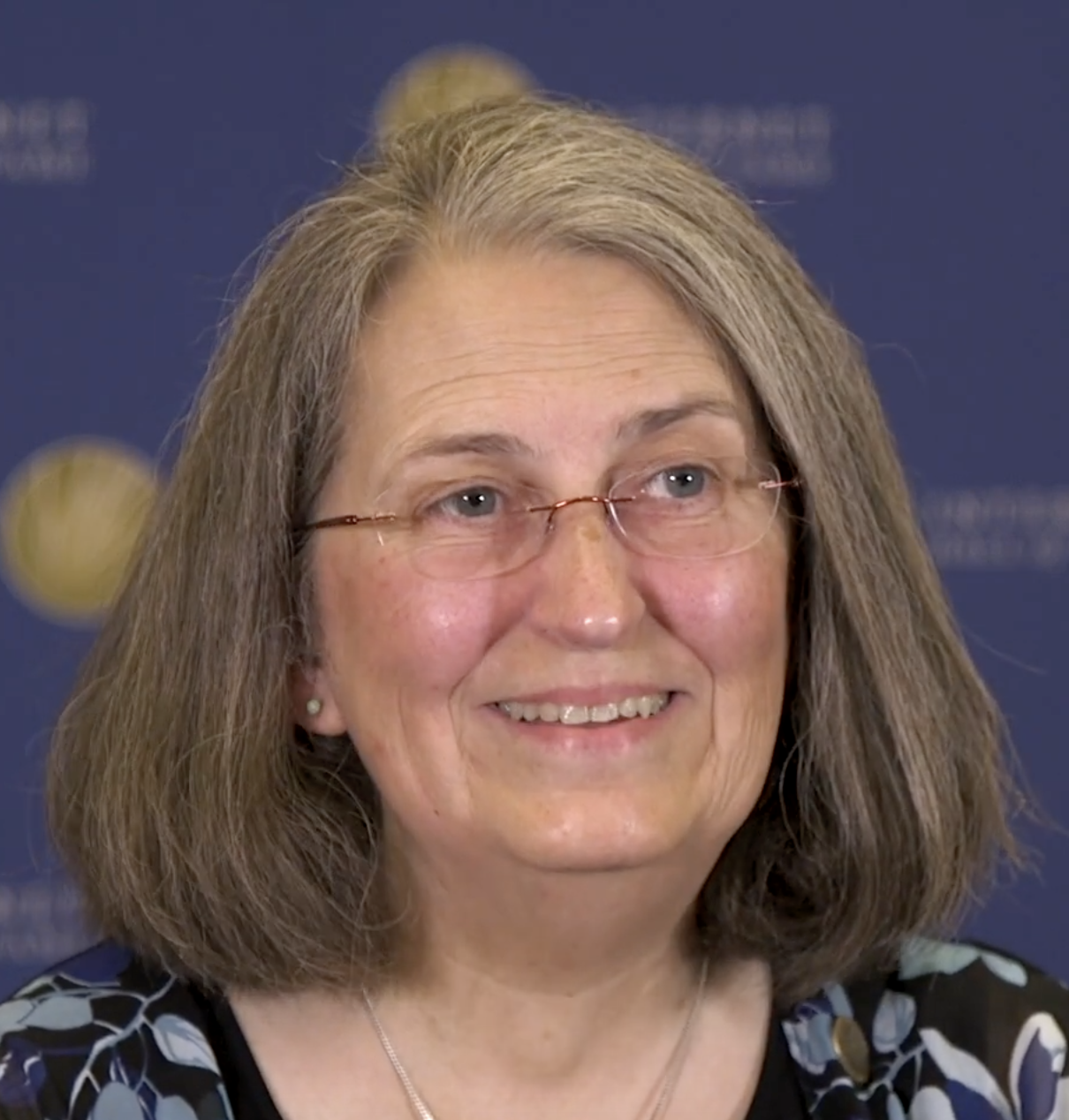
ポリー（2019年撮影）

ジーン・アーマー・ポリー（Jean Armour Polly）は司書、『Surfing the Internet』シリーズの著者。1991年からインターネットのアクティブユーザーである。
1974年、シラキュース大学で中世学の学士号、1975年、同大学で図書館学の修士号を取得。
1992年6月、ミネソタ大学ツインシティー校のWilson Library Bulletinで論文「Surfing the INTERNET」を発表。「インターネットをサーフィンする (surfing the Internet)」という表現を用いたことで「ネットサーフィン」という造語を生み出し、普及させた。
ポリーは『The Internet Kids & Families Yellow Pages』（Harley Hahnのシリーズ『Harley Hahn’s Internet Yellow Pages』から派生）の著者である。家族や子供に関するインターネットの諸問題における長年の業績から、しばしばインターネットの「母」とも呼ばれる。
ポリーはNYSERNetの公共サービスディレクター、インターネット大使を務めた（1992年〜1995年）。また、インターネットソサエティ（1993年〜1996年）、ICANN At-Large Advisory Council（ALAC、2004年〜2006年）、ICRAの役員も務めた。
ニューヨークシラキュース付近に住み、インターネットサイト「Net-mom」の運営をしている。